# Dieter Weichert
Dieter Weichert (Jelenia Góra, 5 de março de 1948) é um engenheiro mecânico alemão.
É especialista em mecânica dos sólidos e reologia de polímeros. É desde 1995 diretor do Instituto de Mecânica Geral da Universidade Técnica de Aachen.